# 日本流行色協会
一般社団法人日本流行色協会（にほんりゅうこうしょくきょうかい、英称：Japan Fashion Color Association）とは、カラーデザインの向上を目的に活動する、法人・個人を会員とする一般社団法人。通称JAFCA（ジャフカ）。

## 設立主旨
あらゆる分野へのトレンドカラーの提案を行うことで、商品開発の指針を与えるとともに、生活者の豊かな色彩生活の実現のための活動を行う。

## 事業概要
事業の中心は、様々な分野に向けたトレンドカラー情報の発信。世界レベルでカラートレンドの方向性を検討する会議「インターカラー」（国際流行色委員会）に日本代表として出席。その情報をもとに日本の様々な分野に向けたトレンドカラーを予測、提案する。
その他色彩教育・啓蒙のための講座やセミナーの開催、カラー専門誌である季刊「流行色」の発行、自動車のカラーデザインを顕彰する「オートカラーアウォード」の開催、会員に向け個別のカラーコンサルティングなどを行っている。

### インターカラー（国際流行色委員会）
1963年に設立された、国際間でカラートレンドの方向性を検討する会議。実シーズンの2年前という、世界で最も早い時期にカラートレンド情報を発信しており、その後の世界のカラー動向に大きな影響を与えている。
日本はスイス、フランスとともにこの組織の発起国であり、第1回目の会議から日本の代表として、JAFCAが会議に参加している。

### JAFCAカラー
インターカラーの動向を踏まえ、JAFCAは日本国内市場向けのトレンドカラー情報（JAFCAカラー）を発表している。JAFCAカラーは、各業界の最前線にいるトッププロが集合し、年に2回、レディスウェア、メンズウェア、プロダクツ＆インテリア、メイクアップといった分野別に選定される。

### 季刊「流行色」
カラーの専門雑誌「流行色」を年4回発行。先行きのカラートレンド情報を中心に、世界のデザイナーコレクション情報や展示会の動向、シーズン毎の実市場のカラー傾向の分析など、カラーに関する様々な情報を掲載。

### オートカラーアウォード
カラーデザインの普及に向け、優れた自動車のカラーデザインを顕彰する「オートカラーアウォード」を開催。1998年度（発表は1999年）より始まり、年に1回グランプリ、ファッションカラー賞など各賞を決定、表彰式を行っている。

## 沿革
- 1953年（昭和28年）9月4日　日本流行色協会（JAFCA）発足
- 1958年（昭和33年）7月4日　通商産業省貿易局(当時)より社団法人設立認可
- 1963年（昭和38年）9月9日　日本、フランス、スイスの3カ国を発起国として、「インターカラー（国際流行色委員会）」発足。日本代表としてJAFCAが1回目の会議から参加
- 1999年（平成11年）1月25日　JAFCAオートカラーアウォード（優れた自動車のカラーデザインを顕彰する制度）第1回表彰式開催
- 2006年（平成18年）7月1日　財団法人日本ファッション協会と統合。財団法人日本ファッション協会 流行色情報センターの名称に
- 2011年（平成23年）4月1日　一般社団法人日本流行色協会設立、活動開始